# クラフト紙

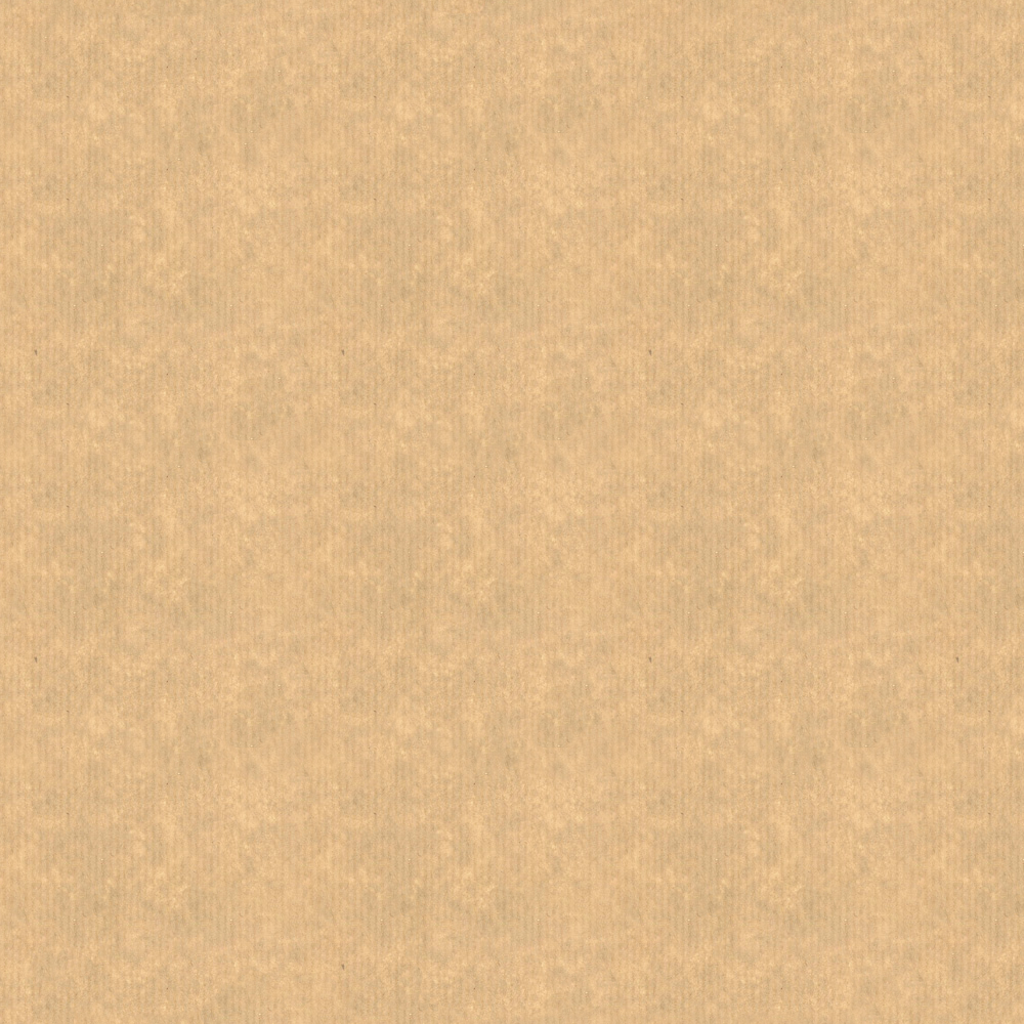
クラフト紙のサンプル

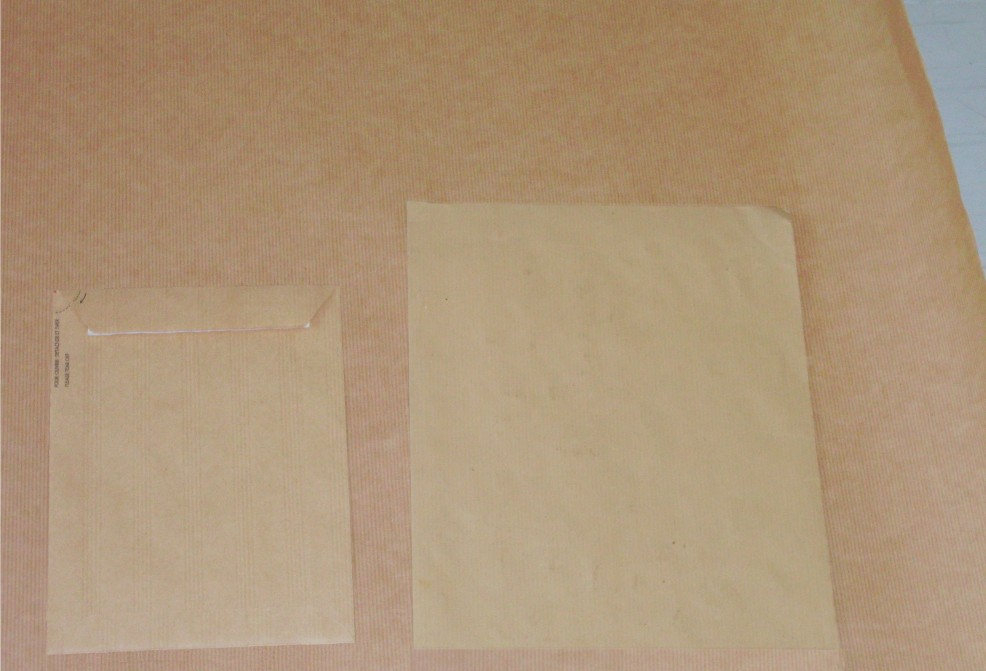
クラフト紙

クラフト紙（クラフトし、Kraft paper）は、クラフト法により製造されたクラフトパルプを原料とした洋紙である。長繊維のパルプに由来する強度があり、包装紙に多用される。
一般にパルプの漂白工程を行わない未晒クラフト紙をいい、特に強度に優れて主に重包装用途や段ボールの材料に使用される。茶色い色相は製造法に由来する。片面に光沢を付けたものは、ハトロン紙とも言う。漂白したクラフトパルプを用いた類似の紙は晒クラフト紙と呼ばれ、白色で印刷適性に優れ、手提げ紙袋などに用いられる。漂白の程度を抑えた薄茶色のものは半晒クラフト紙と呼ばれ、未晒品より筆跡などの視認性がよく、封筒などに用いられる。

## 製法
原料チップをクラフト法によりパルプとしたものを使用する。強度を強くするには針葉樹を用いる。重包装用途では強度を保つため漂白しない。

## 特徴
引っ張り強度が強く、丈夫で破れにくい。

## 用途
セメント運搬用のクラフト紙袋など、重包装用素材に用いられるほか、封筒、クラフト粘着テープなどに使用される。
ハトロン紙は洋裁用の型紙に用いられる。